# Erupció solar

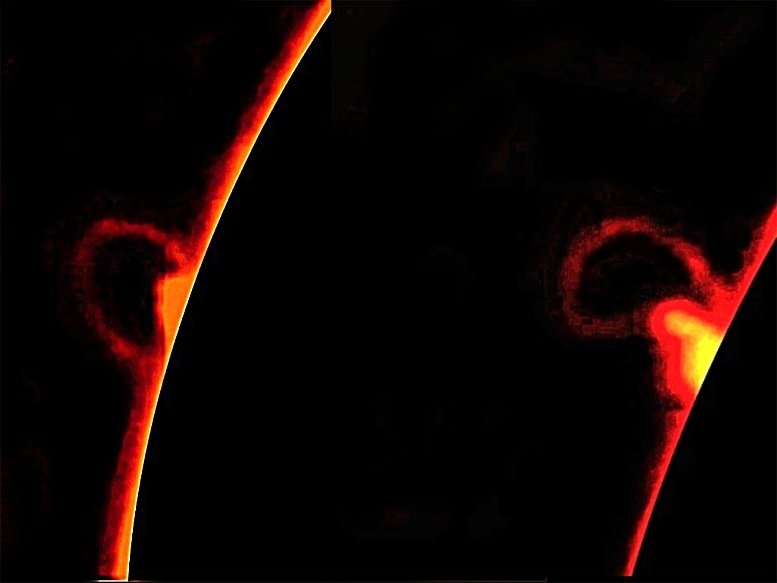
Dues fotografies successives d'una erupció solar. La llum del disc solar ha sigut bloquejada per tal d'aconseguir una major visualització de les erupcions

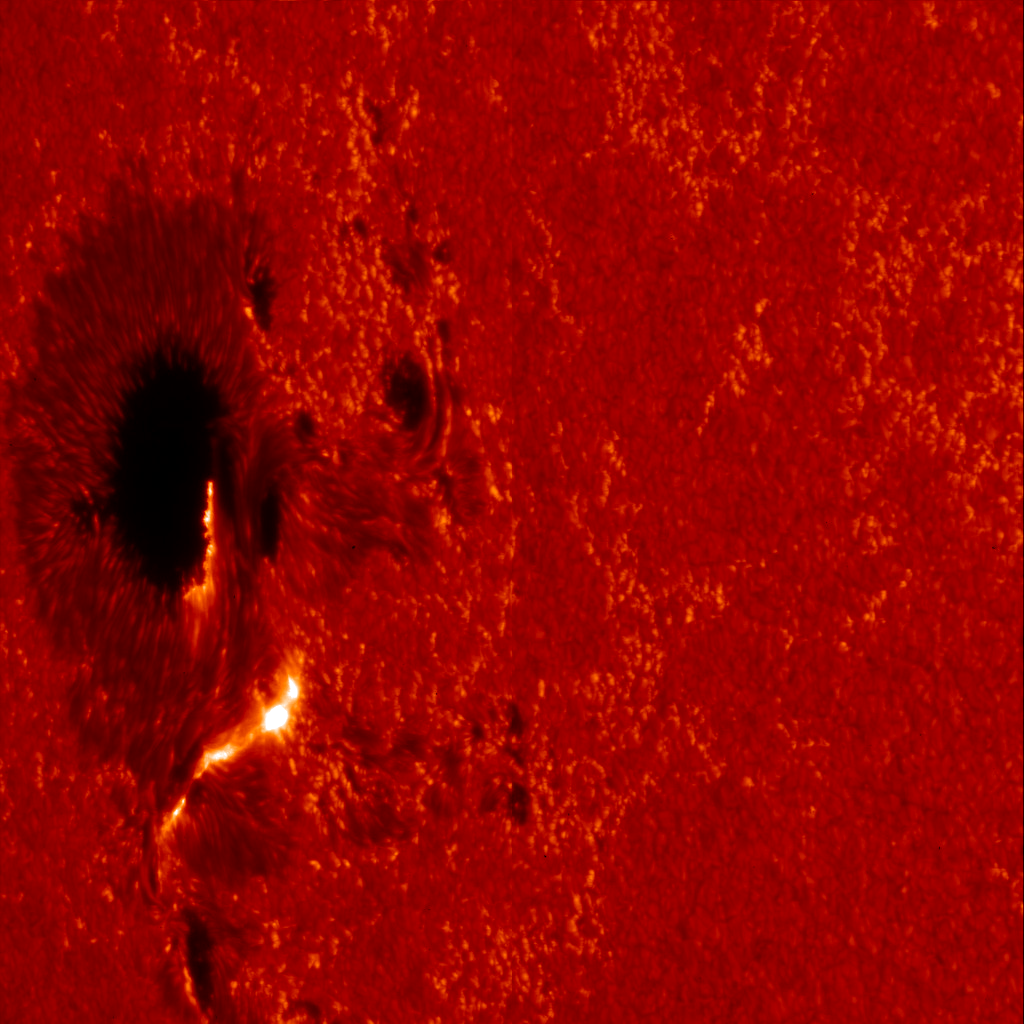
Una erupció solar

Una erupció solar és una explosió gegantina en l'atmosfera del Sol, que allibera quantitats d'energia similars a unes centenes de bombes d'hidrogen (6·1025joules). El terme també és utilitzat per a referir-se a fenòmens semblants en altres estels, és a dir, erupcions estel·lars.
Les erupcions solars afecten totes les capes de l'atmosfera solar (fotosfera, corona i la cromosfera), escalfant plasma a milions de graus i accelerant electrons, protons, i ions a velocitats properes a la de la llum, això produeix radiació electromagnètica, creuant l'espectre electromagnètic en totes les longituds d'ona, des d'ones de ràdio a rajos gamma. Moltes de les erupcions ocorren en regions actives energèticament al voltant de taques solars, on el potent camp magnètic penetra la fotosfera i connecta la corona amb l'interior del Sol.
Els rajos-X i la radiació ultraviolada emesa per les erupcions solars poden afectar la ionosfera de la Terra i interferir en les comunicacions de llarg abast. Les emissions de ràdio directes en una longitud d'ona determinada poden espatllar l'operativitat de radars i altres aparells de similar funcionament.
Les erupcions solars van ser observades per primera vegada al Sol per Richard Christopher Carrington i per Richard Hodgson, independentment l'un de l'altre, l'any 1859, i localitzaren petites i brillants àrees dins d'un grup de taques solars. Les erupcions estel·lars han sigut observades en altres estrelles de diferents tipus.
La freqüència de les erupcions solar varia substancialment, de diverses al dia quan el Sol està particularment actiu, i d'una a la setmana si el Sol està relativament tranquil. Curiosament, les erupcions solars més massives són més comunes que no pas les de més petites. L'activitat solar varia en cicles d'onze anys (el cicle solar). Quan l'activitat solar està al màxim, hi ha més taques solars a la superfície del Sol, i per consegüent, més erupcions solars.

## Classificació
Les erupcions solars es classifiquen com "A", "B", "C", "M" o "X", segons del pic de flux (en watts per metre quadrat, W/m²) de rajos-X, de 100 a 800 picòmetres (10-10 m) en les proximitats del planeta Terra, mesurats en la sonda GOES. Cada tipus d'erupcions té un flux 10 vegades més potent que l'anterior, fent que les erupcions de clase "X" tinguin un flux de l'ordre de 10-4 W/m². A l'interior d'una classe, hi ha una escala de l'1 al 9, és a dir, que una erupció de la clase "X2", és 2 vegades més potent que una erupció "X1", i és quatre vegades més potent que una erupció "M5". Les classes més potents, M i X, normalment estan associades amb diversos efectes de l'entorn espacial proper a la Terra.
Encara que se sol fer servir la classificació GOES per a indicar la grandària d'una erupció, és només una mesura.

## Perills
Les erupcions solars estan associades a ejeccions de massa coronària, que influeixen el temps, i fins i tot el clima terrestre. Produeixen fluxos de partícules carregades energèticament en el vent solar i la magnetosfera terrestre, que poden presentar perills per radiació per a naus espacials i astronautes. El flux de rajos X del tipus X incrementa la ionització de la part superior de l'atmosfera terrestre, cosa que pot interferir en les comunicacions de ràdio en longituds d'ona curtes, i augmentar el fregament dels satèl·lits amb òrbites baixes, que porta al decaïment orbital. La presència d'aquestes partícules energètiques en la magnetosfera contribueix a produir les aurores boreals i les aurores australs.
Les erupcions solars alliberen unes "marees" de partícules d'alta energia, conegudes com a tempestes de protons. Aquestes tempestes poden travessar el cos humà, provocant danys bioquímics. La majoria d'aquestes tempestes triguen dues o més hores a arribar a la Terra després de la seva detecció. Una erupció ocorreguda el 20 de gener del 2005 alliberà la concentració de protons més alta mesurada directament, que va trigar només 15 minuts a arribar a la Terra després de ser detectada.
El risc de radiació que suposen les erupcions solars i les ejeccions de massa coronària és una de les majors preocupacions quant a les missions tripulades a Mart, a la Lluna, o a algun cos potencialment colonitzable. Es necessitaria algun tipus de blindatge físic o magnètic per a protegir els tripulants. Al principi, es creia que només es podria disposar de dues hores per a arribar a un lloc on no hi arribés la radiació de l'erupció, però amb casos com el del 20 de gener es demostra que, en alguns casos, es podria disposar de tan poc de temps com 15 minuts per a arribar a un lloc segur.